# Novella Nikolayevna Matveeva
Novella Nikolayevna Matveeva (tiếng Nga: Нове́лла Никола́евна Матве́ева - sinh ngày 7 tháng 10 năm 1934) – là nữ nhà thơ, nhà văn, nhà viết kịch Nga, ca sĩ hát những bài hát do chính bà sáng tác.

## Tiểu sử
Novella Matveeva sinh ở thành phố Puskin, ngoại ô Leningrad. Bố là nhà thơ, nhà văn, nhà nghiên cứu lịch sử vùng Viễn Đông và mẹ cũng là một nữ nhà thơ. Những năm 1950 – 1957 làm ở một nhà trẻ của thủ đô Moskva. Các năm 1960 – 1962 học cao học ở trường viết văn Gorky. Biết làm thơ từ nhỏ và in những bài thơ đầu tiên vào năm 1958. Xuẩt bản tập thơ đầu tiên Лирика năm 1961 và trong năm này được kết nạp vào Hội Nhà văn Liên Xô.
Novella Matveeva hầu như trở nên nổi tiếng ngay lập tức sau khi xuất hiện trên thi đàn. Bà là một trong những người đầu tiên trong số các nhà thơ – ca sĩ phổ nhạc thơ mình và biểu diễn với cây đàn ghi-ta. Thập niên 1960 những bài hát của Novella Matveeva được sinh viên cả nước hát. Năm 1998 bà được tặng Giải thưởng Puskin trong lĩnh vực thơ. Năm 2002 bà được tặng Giải thưởng Nhà nước của Liên bang Nga.
Novella Matveeva hiện sống và làm việc ở thủ đô Moskva.

## Tác phẩm
- Лирикa (1961)
- Кораблик (1963)
- Душа вещей (1966)
- Солнечный зайчик (1966)
- Ласточкина школа (1973)
- Река (1978)
- Закон песен (1983)
- Страна прибоя (1983)
- Кроличья деревня (1984)
- Избранное (1986)
- Хвала работе (1987)
- Нерасторжимый круг (1991)
- Мелодия для гитары (1998)
- Кассета снов (1998)
- Сонеты (1998)
- Караван (2000)
- Жасмин (2001).

## Một vài bài thơ
| Cô bán quán Anh sợ tình yêu của em thật phí Em yêu anh đâu đến nỗi kinh hoàng! Bởi vì em chỉ cần nhìn thấy anh Chỉ cần gặp nụ cười anh là đủ. Và nếu như anh bỏ theo ai đó Hoặc không biết anh đang ở nơi nào Thì em chỉ cần một chút làm sao Áo anh treo trên chiếc đinh là đủ. Còn nếu như khi người khách vội vàng Anh lao nhanh đi tìm số phận mới Thì em chỉ cần sao cho còn lại Chiếc đinh sau khi treo áo của anh. Bầu trời mù sương và mưa và gió Ngày trôi đi, xào xạc của tháng năm... Chuyện trong nhà – không gì đáng sợ hơn: Từ trên tường chiếc đinh người ta nhổ. Và tiếng mưa rơi và sương và gió Ngày trôi đi, xào xạc của tháng năm Có một điều quá đủ đối với em Là còn lại từ chiếc đinh – vết nhỏ. Còn khi vết của đinh không còn nữa Dưới vết sơn của người thợ ngày xưa Đối với em quá đủ một điều là Dấu vết đinh của ngày qua – thấy rõ. Anh sợ tình yêu của em thật phí Em yêu anh đâu đến nỗi kinh hoàng Bởi vì em chỉ cần nhìn thấy anh Chỉ cần gặp nụ cười anh là đủ! Trong cơn gió ấm tìm ra lần nữa Tiếng đàn khóc, tiếng của trống tang đồng... Từ điều này em có được gì chăng? Chuyện đó anh không bao giờ hiểu cả. Chúng tôi chỉ là phụ nữ Chúng tôi chỉ là phụ nữ, "than ôi!", theo thói thường Mà tại vì sao lại "than ôi"? Thử đi tìm nguyên cớ. "Rượu và phụ nữ" – các anh vẫn thường nói thế Nhưng chúng tôi không nói rằng: "Kẹo với đàn ông". Chúng tôi khác với các anh bằng trái cây, đồ ngọt Chúng tôi cảm nhận, người – không phải thịt giăm-bông Nghe các anh nói, chỉ thấy khác một điều rằng Phụ nữ chúng tôi không mang trên vai mình đầu óc. Bản dịch của Nguyễn Viết Thắng | Девушка из харчевни Любви моей ты боялся зря, - Не так я страшно люблю! Мне было довольно видеть тебя, Встречать улыбку твою. И если ты уходил к другой Или просто был неизвестно где, Мне было довольно того, что твой Плащ висел на гвозде. Когда же, наш мимолетный гость, Ты умчался, новой судьбы ища. Мне было довольно того, что гвоздь Остался после плаща. Теченье дней, шелестенье лет, - Туман, ветер и дождь... А в доме событье - страшнее нет: Из стенки вырвали гвоздь! Туман, и ветер, и шум дождя... Теченье дней, шелестенье лет... Мне было довольно, что от гвоздя Остался маленький след. Когда же и след от гвоздя исчез Под кистью старого маляра, - Мне было довольно того, что след Гвоздя был виден - вчера. Любви моей ты боялся зря Не так я страшно люблю! Мне было довольно видеть тебя, Встречать улыбку твою! И в теплом ветре ловить опять - То скрипок плач, то литавров медь... А что я с этого буду иметь? Того тебе - не понять. Мы только женщины - и, так сказать, "увы!" А почему "увы"? Пора задеть причины. "Вино и женщины" - так говорите вы, Но мы не говорим: "Конфеты и мужчины". Мы отличаем вас от груши, от халвы, Мы как-то чувствуем, что люди - не ветчины, Хотя, послушать вас, лишь тем и отличимы, Что сроду на плечах не носим головы. |